# NGC 6124
NGC 6124，也稱為科德韋爾75，是位於天蝎座，距離大約18,600光年的一個疏散星團。它是在1751年被Abbe Lacaille在南非旅遊時發現的。
這個星團暨大且明亮，肉眼可見的恆星大約有125顆。

## 外部連結
- NGC 6124 at Messier45[永久]
- WikiSky上关于NGC 6124的内容：DSS2, SDSS, GALEX, IRAS, 氢α, X射线, 天文照片, 天图, 文章和图片